# Berberis microphylla
Berberis microphylla (G.Forst., 1789), comunemente noto come calafate, è un arbusto appartenente alla famiglia delle Berberidaceae, diffuso in Argentina e Cile meridionali.

## Descrizione

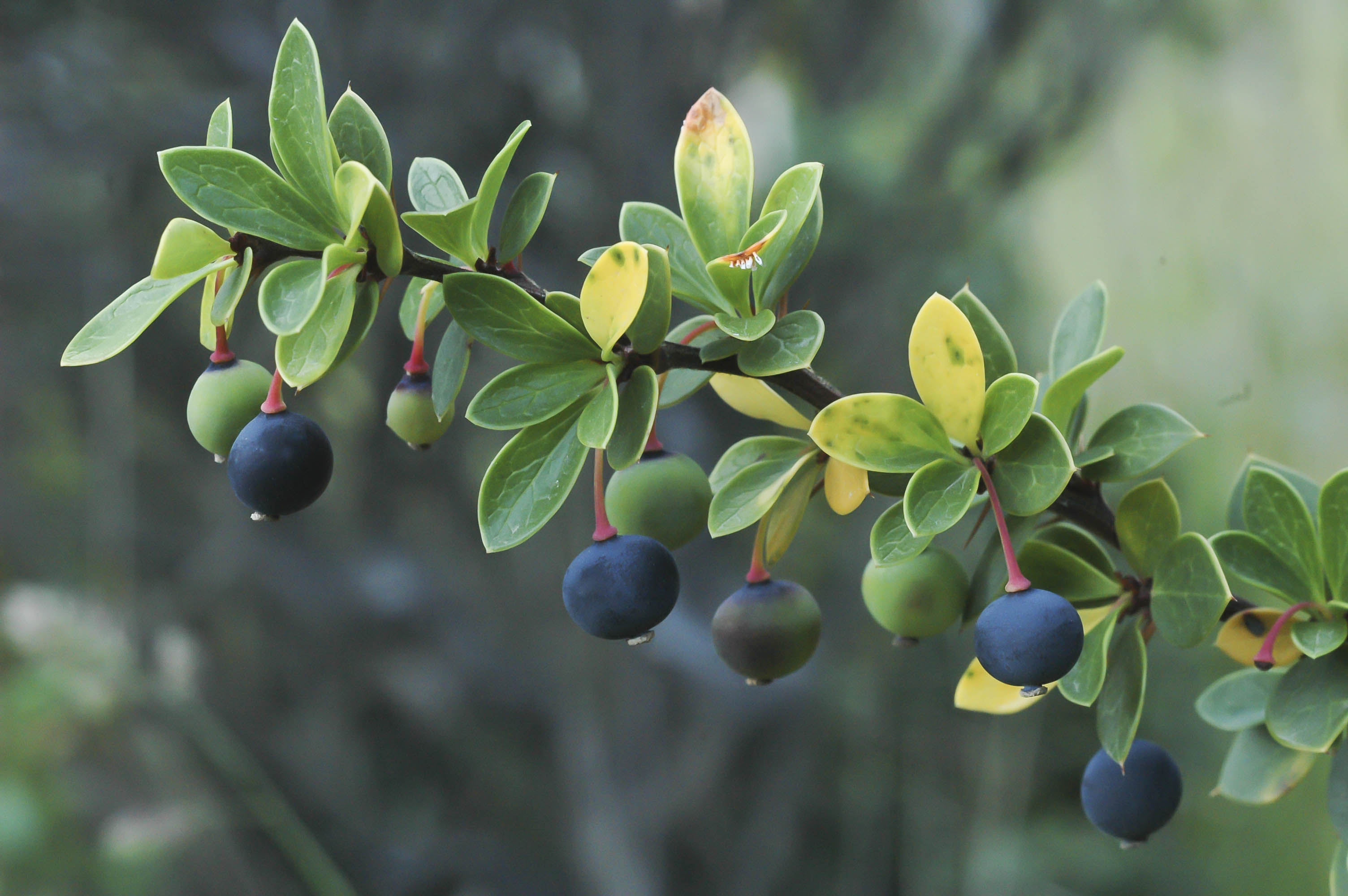
Frutti di B. microphylla.

Il calafate è un arbusto, sempreverde e latifoglia, spinoso di altezza approssimativa di 2-3 metri con molti rami ed aspetto cespuglioso. Ha piccole foglie lanceolate con punte spinose di colore verde scuro. I fiori ermafroditi sono piccoli, di colore giallo-arancio e la fioritura avviene in aprile-maggio. I frutti sferici, di colore dal blu al porpora, sono bacche commestibili, maturano in settembre-ottobre, della grandezza di 1–2 cm.
Lucas Bridges, che visse nella Terra del Fuoco per quarant'anni, lo ricorda così:
(Lucas Bridges, Ultimo confine del mondo, p. 56)

## Distribuzione e habitat
Il calafate è nativo delle zone meridionali dell'Argentina e del Cile (Patagonia e Terra del Fuoco) ed è un simbolo della Patagonia stessa.

## Coltivazione
Il calafate è un arbusto molto rustico, resiste ottimamente sia alla siccità e negli ambienti caldi, sia al freddo. Cresce ottimamente in qualsiasi tipologia di terreno.
È usato anche pianta ornamentale per il bel colore delle bacche, che rimangono a lungo appese sui rami.